# Termy (buddyzm)
Termy (tyb.: གཏེར་མ་, Wylie: gter-ma, ZWPY: Dêrma) – nauki buddyzmu tybetańskiego zwane „Ukrytymi Skarbami”. Są to ukryte w Tybecie, Bhutanie i rejonach sąsiadujących w VII w. przez wielkich mistrzów dzogczen i wadżrajany „skarby” zawierająca przede wszystkim teksty buddyjskich nauk, relikwie, przedmioty rytualne, a w szczególności opisy i instrukcje tantr tzw. starożytnego przekazu (ningma) Maha Jogi, Anu Jogi i Ati Jogi z linią przekazu w osobie ich odkrywcy tj. tertona.

## Geneza
Termy mają swoje pochodzenie od nauk największych mistrzów Tybetu z okresu pierwszego rozwoju buddyzmu w tej krainie. Mistrzami tymi byli głównie Padmasambhawa i Wimalamitra, główni nauczyciele, który przenieśli buddyzm Wadżrajany z krainy Oddijana do Tybetu oraz ich 25 uczniów i uczennic – mahasiddhów. Termy to szczególne nauki związane z tradycją ningma oraz naukami dzogczen. Powstanie tradycji ukrywania i odnajdowania nauk, w przychylnej ku temu przyszłości, ma swoją przyczynę w trosce, że najbardziej zaawansowanych nauk buddyzmu w pełni nie da się ówcześnie ugruntować w Tybecie oraz że zagraża im w przyszłości niezrozumienie, a nawet zanik. Za czasów panowania króla Langdarmy (836–842 r. n.e.) nauki buddyzmu zaczęły zanikać. Konkurencją dla buddyzmu był bön, a dla tradycji Dzogczen tendencje nauczania Mahajany tylko z punktu widzenia stopniowego rozwoju (gradualizmu), a nie natychmiastowego zrealizowania. 
Odnajdywanie term zbiegło się z czasem, kiedy równocześnie do Tybetu zaczęły docierać nowe nauki tantr późniejszego przekazu szkół sarma za sprawą takich nauczycieli jak hinduski mistrz Atiśa (inicjator tradycji kadam), Drokmi Lotsała (reprezentant sakja) oraz Marpa Tłumacz (inicjator kagju). Wtedy to, pod wpływem „ukrytych skarbów”, tradycja Padmasambhawy i Wimalamitry nabrała ponownie wielkiego znaczenia i zaczęto ją, w odróżnieniu od nowych nauk sarma, powszechnie nazywać jako ningma, „starożytna tradycja”. Odkrycia termy dokonuje odpowiednia osoba, głównie z tradycji Ningma, która jest reinkarnowanym nauczycielem tulku, zwanym jest Tertonem. Odnalezieniu termy towarzyszy odpowiedni przekaz tertona, który wyjaśnia ukryte znaczenia termy oraz potwierdza autentyczność nieprzerwanej linii przekazu. Uzasadnieniem tego jest, gdyż tertoni to głównie osoby tulku, czyli przyszłe reinkarnacje Padmasambhawy i Wimalamitry, bądź ich 25 uczniów i uczennic, które posiadają umiejętności pamiętania owej swojej przeszłości. Często odkrywane nauki przez tertonów potrzebują ich dalszych wyjaśnień, ze względu na użycie tajemnych formuł i skrótów np. tzw. skryptu dakiń (transliteracja Wyliego: mkha’ ‘gro brda).

## Klasyfikacja term
Termy można podzielić na „Termy Ziemi” (Sa Ter), i „Termy Umysłu” (Gong Ter) oraz „Termy Czystych Wizji'. Dodatkowo istnieją również trzy szczególne przekazy Term; autoryzacja poprzez proroctwo, przekaz mocy, poprzez dążenie i powierzenie się Dakiniom. 
'Termy Ziemi” (Sa Ter), to nauki i przedmioty głównie schowane bądź zakopane w szczelinach górskich, ziemi, jaskiniach, świętych miejscach lub posągach.
'Termy Umysłu” (Gong Ter), to zapamiętany przekaz nauk w strumieniu umysłu tertona, tak aby mógł go sobie przypomnieć nawet po wielu żywotach duchowej praktyki.
Dodatkowo można wyróżnić termy „Czystych Wizji', odkrywane na podstawie wizji przekazywanych do zrealizowanych mistrzów tantrycznych, takich jak pierwszy terton Sangye Lama (ok. 1000 r n.e.), Yuthok Yonten czy podczas 25 wizji Wielkiego Piątego Dalajlamy.

## Terminologia związana z odkrywaniem term[1]
- przewodnik do odkrycia termy (transliteracja Wyliego: kha byang; ang. entrance certificate, general (prophetic) guide, preliminary treasure guide)
- publiczne odkrycie termy w obecności świadków (transliteracja Wyliego: khrom gter; ang. crowd treasure, publicly discovered terma)
- język dakiń (transliteracja Wyliego: mkha’ ‘gro brda yig; ang. dakini script)
- szkatułka w której przechowała się terma (transliteracja Wyliego: gter sgrom; ang. treasure casket)
- terton, odkrywca termy (transliteracja Wyliego: gter ston)
- przedmioty odkryte w termie (transliteracja Wyliego: mgter rdzas; ang. terma objects)
- tekst proroczy odkrycia (transliteracja Wyliego: gter lung; ang. prophetic terma text)
- opiekunowie termy (transliteracja Wyliego: gter srung)
- certyfikat, wykaz (transliteracja Wyliego: them byang, thems byang, them yig, thems yig; ang. registry, inventory list)
- „czysta wizja” dla odkrycia (transliteracja Wyliego: dag snang ang. pure vision)
- ponownie odkryta terma, udostępniona w potrzebie rewitalizacji (transliteracja Wyliego:yang gter; ang. rediscovered terma)
- manuskrypt termy na specjalnym żółtym pergaminie (transliteracja Wyliego: shog ser; ang. yellow scrolls)

## Odkrywcy term
W Tybecie wyróżnia się pięciu najważniejszych odkrywców term „Pięciu Królów Term”:
- Nyang Ral Nyima Özer (1124–1192)
- Guru Chökyi Wangchuk (1212–1270)
- Dorje Lingpa (1346–1405)
- Pema Lingpa (1445/50–1521)
- Padma Ösel Do-ngak Lingpa (Dziamjang Khjentse Wangpo) (1820–1892)

Jednym z największych współczesnych Tertonów był J.Ś. Dudziom Rinpocze (1904–1987).

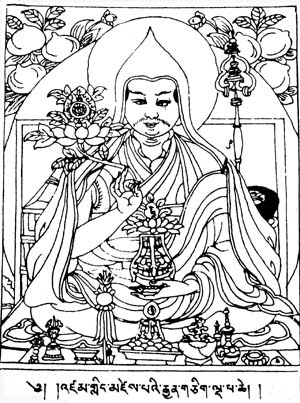
V Dalej Lama

Wielkim tertonami nie byli i nie są wyłącznie reprezentanci szkoły Ningma. Wielkimi historycznym tertonami byli np. Karmapa Rangdziung Dordże (1284–1339) z tradycji kagju, Drikung Rinchen Phuntsog (1509–?) z tradycji drikung i Wielki Piąty Dalajlama Ngałang Lobsang Gjaco (1617–1682) z tradycji gelug. Poza tym obok buddyzmu również istnieją tertoni w religii bön.
Obecnie najbardziej znanym zbiorem term jest kolekcja tertona i uczonego Jamgon Kongtrul Lodrö Thaye (1813–1899): „Skarbnica Drogocennych Term” (ang. The Treasury of Precious Termas; transliteracja Wyliego: rin chen gter mdzod)

## Literatura
- Sogyal Rinpocze, Tybetańska księga życia i umierania, Wydawnictwo Mandala, Warszawa 2005.
- Tulku Thondup, Die verborgenen Schätze Tibets – Eine Erklärung der Termatradition der Nyingma-Schule des Buddhismus. Theseus Verlag, Zürich–München 1994 ISBN 3-85936-067-1 (niem.).
- Yeshe Tsogyal, Der Lotosgeborene im Land des Schnees – Wie Padmasambhava den Buddhismus nach Tibet brachte. Fischer Taschenbuch, Frankfurt am Main 1996 ISBN 3-596-12975-3 (niem.).
- Dudjom Rinpoche, The Nyingma School of Tibetan Buddhism: its Fundamentals and History, Wisdom Publications, Boston 1991 ISBN 0-86171-199-8 (ang.).